# Neoantalus aeschynomenidis
Neoantalus aeschynomenidis är en insektsart. Neoantalus aeschynomenidis ingår i släktet Neoantalus och familjen långrörsbladlöss. Inga underarter finns listade i Catalogue of Life.